# Souadjkarê II
Souadjkarê II est un pharaon de la XIVe dynastie. Il a été intronisé sous ce nom de Souadj-ka-Rê : « Rê rend florissant le Ka ». Il est mentionné par le Canon royal de Turin 8.6.
Il régna un an avec pour capitale Avaris.